# 地球ゆうゆう紀行
地球ゆうゆう紀行（ちきゅうゆうゆうきこう）は、2007年8月3日より現在まで、BSジャパンで放送している自然ドキュメント番組。
通常は1時間番組だが、30分の短縮版も存在し、タイトルが同じものもあるので、注意が必要である。再放送も頻繁に行われていたが2008年3月20日から2010年9月30日まではBSジャパンで毎週18:00から1時間版で放送されていた。

## 放送リスト（1時間版）
|        | 初回放送日     | タイトル                                            |
| ------ | -------------- | --------------------------------------------------- |
| 第1回  | 2007年8月3日   | パプアニューギニア・ダイビングクルーズ              |
| 第2回  | 2007年8月10日  | パプアニューギニア 秘境セピック川を行く             |
| 第3回  | 2007年8月17日  | 豪華客船で行くカリブ海の島々                        |
| 第4回  | 2007年8月24日  | エコ先進国 ニュージーランド                         |
| 第5回  | 2007年8月31日  | 謎の巨大遺跡 ナン・マトール                         |
| 第6回  | 2007年9月7日   | スリランカ 知られざる大自然                         |
| 第7回  | 2007年9月14日  | スリランカ 世界文化遺産を巡る                       |
| 第8回  | 2007年9月21日  | ミクロネシア コスラエ・チュークの島々               |
| 第9回  | 2007年9月28日  | 伝統を受け継ぐ先住民族マオリ ～ニュージーランド～   |
| 第10回 | 2007年10月5日  | スイスアルプスの名峰                                |
| 第11回 | 2007年10月12日 | 歴史と文化が息づく国 スイス                         |
| 第12回 | 2007年10月19日 | カナディアンロッキーの大自然                        |
| 第13回 | 2007年10月26日 | 自然と文化が織りなす カナダ・オンタリオ             |
| 第14回 | 2008年7月10日  | カリフォルニア 魅惑の西海岸                         |
| 第15回 | 2008年7月17日  | カリフォルニア 絶景の国立公園                       |
| 第16回 | 2008年7月24日  | サンゴ礁の楽園 フィジー                             |
| 第17回 | 2008年7月31日  | 民族と文化の十字路 フィジー                         |
| 第18回 | 2008年8月7日   | ケルト文化が息づくアイルランド                      |
| 第19回 | 2008年8月21日  | 独自の文化を育む北アイルランド                      |
| 第20回 | 2008年8月28日  | パタゴニアの大自然 ～アルゼンチン～                 |
| 第21回 | 2008年9月4日   | 伝統文化を受け次ぐ アルゼンチン北西部               |
| 第22回 | 2008年9月18日  | 熱帯雨林と滝が織りなすイグアス国立公園              |
| 第23回 | 2009年7月2日   | フィリピンの秘島パラワン                            |
| 第24回 | 2009年7月9日   | フィリピンの自然と歴史をめぐる                      |
| 第25回 | 2009年7月16日  | 火山と氷河が織りなすアイスランド                    |
| 第26回 | 2009年7月23日  | アイスランド 北部絶景ルートを行く                   |
| 第27回 | 2009年7月30日  | グレートバリアリーフ魅惑の島々                      |
| 第28回 | 2009年8月6日   | クイーンズランド太古の森 ～オーストラリア～         |
| 第29回 | 2009年8月13日  | 歴史と伝統に彩られたクロアチア                      |
| 第30回 | 2009年8月20日  | アドリア海岸の歴史遺産をめぐる ～クロアチア～       |
| 第31回 | 2009年8月27日  | 古代ローマの文化が息づくイストラ半島 ～クロアチア～ |
| 第32回 | 2010年7月8日   | ボルネオの先住民族                                  |
| 第33回 | 2010年7月15日  | 生命を育む熱帯雨林～ボルネオ～                      |
| 第34回 | 2010年7月22日  | 先住民の文化を継ぐパラグアイ                        |
| 第35回 | 2010年7月29日  | パンタナールの大自然～パラグアイ～                  |
| 第36回 | 2010年8月5日   | アラスカ絶景クルーズ                                |
| 第37回 | 2010年8月12日  | 野生動物の楽園アラスカ                              |
| 第38回 | 2011年8月22日  | 多彩な文化が息づくエクアドル                        |
| 第39回 | 2011年8月23日  | エクアドルの大自然                                  |
| 第40回 | 2011年8月24日  | 古代ローマの歴史を伝えるイタリア・アオスタ          |
| 第41回 | 2011年8月25日  | イタリアアルプスの名峰                              |
| 第42回 | 2011年8月29日  | 騎馬民族の伝統を継ぐハンガリー                      |
| 第43回 | 2011年8月30日  | ヨーロッパの宝石箱ハンガリー                        |
| 第44回 | 2012年8月19日  | フランス文化に彩られたニューカレドニア              |
| 第45回 | 2012年8月3日   | 海の宝石箱 ニューカレドニアの島々                   |
| 第46回 | 2012年8月4日   | モントリオール 美しき季節をめぐる                   |
| 第47回 | 2012年8月5日   | 世界遺産カナダ・ケベックシティ                      |
| 第48回 | 2012年9月21日  | 歴史遺産と美食の都 ベルギー・ブリュッセル           |
| 第49回 | 2012年9月28日  | ベルギー 魅惑のワロン地方                           |
| 第50回 | 2012年10月31日 | 伝統文化を受け継ぐ ベルギー・ワロン                 |
| 第51回 | 2013年8月24日  | 美しきガーデンシティ オーストラリア・メルボルン     |
| 第52回 | 2013年9月29日  | 大自然への誘い オーストラリア・タスマニア           |
| 第53回 | 2013年9月14日  | 赤毛のアンの島 プリンスエドワードアイランド         |
| 第54回 | 2013年9月28日  | ケルト文化が息づくカナダ・ノバスコシア              |
| 第55回 | 2013年9月30日  | 魅惑の都市ボゴタ＆世界遺産カルタヘナ 〜コロンビア〜 |
| 第56回 | 2013年9月28日  | 南米コロンビアの大自然                              |
| 第57回 | 2014年7月5日   | タヒチに残された楽園 ランギロア                     |
| 第58回 | 2014年7月19日  | 伝統を受け継ぐ島 フレンチポリネシア・タヒチ         |
| 第59回 | 2014年8月3日   | コスタリカの森に棲む幻の鳥 ケツァール               |
| 第60回 | 2014年8月23日  | 野生生物たちの聖地 中米コスタリカ                   |
| 第61回 | 2014年9月14日  | 騎士団の歴史が息づく国 マルタ                       |
| 第62回 | 2014年9月20日  | 地中海に浮かぶ宝石 マルタ                           |
| 第63回 | 2015年5月23日  | 世界遺産タリンの旧市街 〜エストニア                 |
| 第64回 | 2015年6月12日  | 伝統が息づく森の国 エストニア                       |

## 放送リスト（30分版）
|        | 初回放送日    | タイトル                                    |
| ------ | ------------- | ------------------------------------------- |
| 第1回  | 2011年3月21日 | フィリピン文化遺産をめぐる                  |
| 第2回  | 2011年3月22日 | 森の民・先住民族イバン～ボルネオ～          |
| 第3回  | 2011年3月24日 | アイルランド歴史と文化の旅                  |
| 第4回  | 2011年3月24日 | アンデス文化が息づくアルゼンチン北西部      |
| 第5回  | 2011年3月25日 | クロアチア神秘の大自然                      |
| 第6回  | 2011年3月29日 | パラグアイの先住民族グアラニー              |
| 第7回  | 2012年3月3日  | 生命を育む熱帯雨林 ～ボルネオ～             |
| 第8回  | 2012年3月5日  | パンタナールの大自然 ～パラグアイ～         |
| 第9回  | 2012年3月6日  | アラスカ絶景クルーズ                        |
| 第10回 | 2012年3月9日  | 野生動物の楽園アラスカ                      |
| 第11回 | 2012年3月10日 | 多彩な文化が息づくエクアドル                |
| 第12回 | 2012年3月12日 | エクアドルの大自然                          |
| 第13回 | 2012年3月13日 | 古代ローマの歴史を伝える イタリア・アオスタ |
| 第14回 | 2012年3月15日 | イタリアアルプスの名峰                      |
| 第15回 | 2012年3月17日 | 騎馬民族の伝統を継ぐ ハンガリー             |
| 第16回 | 2012年3月19日 | ヨーロッパの宝石箱 ハンガリー               |
| 第17回 | 2012年3月20日 | パプアニューギニア・ダイビングクルーズ      |
| 第18回 | 2012年3月22日 | パプアニューギニア 秘境セピック川を行く     |
| 第19回 | 2012年3月23日 | エコ先進国 ニュージーランド                 |
| 第20回 | 2012年3月25日 | 謎の巨大遺跡ナン・マトール                  |
| 第21回 | 2012年3月25日 | スリランカ 知られざる大自然                 |
| 第22回 | 2012年3月26日 | ミクロネシア コスラエ・チュークの島々       |
| 第23回 | 2012年3月26日 | フィリピンの秘島 パラワン                   |
| 第24回 | 2012年3月26日 | 火山と氷河が織りなすアイスランド            |
| 第25回 | 2012年3月27日 | アイスランド 北部絶景ルートを行く           |
| 第26回 | 2012年3月31日 | クイーンズランド太古の森 ～オーストラリア～ |

## ナレーション
- 増谷康紀

## 製作
- BSジャパン
- ワールドスタッフ

## ネット局
| 放送対象地域 | 放送局     | 系列                          | 放送日時           | 備考   |
| ------------ | ---------- | ----------------------------- | ------------------ | ------ |
| 日本全域     | BSジャパン | テレビ東京系列 BSデジタル放送 | 不定期             | 制作局 |
| 岐阜県       | 岐阜放送   | 独立UHF局                     | 水曜 22:00 - 22:54 |        |

### 過去のネット局
| 放送対象地域 | 放送局     | 系列      | 放送日時         | 放送期間                      |
| ------------ | ---------- | --------- | ---------------- | ----------------------------- |
| 奈良県       | 奈良テレビ | 独立UHF局 | 水曜 8:30 - 9:25 | 2011年1月24日 - 2011年9月14日 |